# Fantozzi
Fantozzi is een populaire Italiaanse komische film uit 1975 geregisseerd door Luciano Salce. De hoofdrollen worden vertolkt door Paolo Villaggio en Anna Mazzamauro.
De film is gebaseerd op het boek Fantozzi van Paolo Villaggio.
Na deze film kwamen er nog negen vervolgfilms.

## Verhaal
De film gaat over het ongelukkige leven van de boekhouder Ugo Fantozzi. Hij vertegenwoordigt op een grappige manier de gemiddelde Italiaan uit de jaren 70 die ongelukkig en gefrustreerd is door zijn werk en familie.

## Rolverdeling
| Acteur             | Personage            |
| ------------------ | -------------------- |
| Paolo Villaggio    | Ugo Fantozzi         |
| Anna Mazzamauro    | Mej. Silvani         |
| Gigi Reder         | Filini               |
| Giuseppe Anatrelli | Calboni              |
| Umberto D'Orsi     | Diego Catellani      |
| Liù Bosisio        | Pina Fantozzi        |
| Dino Emanuelli     | Collega van Fantozzi |
| Plinio Fernando    | Mariangela Fantozzi  |
| Paolo Paoloni      | G.M.Balabam          |
| Elena Tricoli      | Teresa Catellani     |

## Trivia
- De dochter van Fantozzi wordt gespeeld door een man omdat ze haar zo lelijk mogelijk moesten maken zoals ze werd voorgesteld in het oorspronkelijke boek.